# Edmund Horne
Pour les articles homonymes, voir Horne.
Compléments
- Fondateur de la ville de Rouyn-Noranda située dans la province de Québec

Edmund Henry Horne était un homme d'affaires et prospecteur canadien (1864-1952)
Comme de nombreux autres prospecteurs de sa génération, Edmund Horne voyage dans le Nord de l'Ontario au tournant du XXe siècle, enquête de richesses minières. C'est finalement au Québec qu'il découvre le gisement sur lequel la société Noranda bâtira son succès.
Né à Enfield, en Nouvelle-Écosse, Horne travaille à partir de l'âge de 19 ans comme mineur à la mine d'or Oldham dans cette province. Comme prospecteur, il voyage au Colorado, en Colombie-Britannique, dans la région de Manchester et en Californie. En 1908, il se dirige plutôt vers le Nord de l'Ontario, à la suite des découvertes dans la région de Cobalt,.

## Prospection en Abitibi
Des prospecteurs sillonnant les terres rocheuses de l'Abitibi à la recherche de filons de métaux au début du siècle, Horne deviendra le plus célèbre. Raisonnant que les formations géologiques porteuses de minerai ne s'arrêtent pas aux frontières, Horne commence à étendre ses voyages de prospection du côté québécois en 1911. Un gisement d'or ayant été observé dans le canton de Rouyn, il prend note des formations géologiques du côté ouest du lac Osisko,,.
La région est cependant difficile d'accès et ce n'est qu'en 1914 que Horne y revient. Il en apprend davantage sur la géologie de cette zone, sans toutefois y faire de découverte qui justifierait l'établissement d'une concession minière. Les échantillons pris lors d'une autre expédition en 1917 ne sont guère plus encourageants,. Il arrive malgré tout à intéresser des investisseurs à financer une ultime expédition, qu'il entreprend, avec Ed Miller en 1921, voyageant en canot de l'Ontario par la route qui lui est maintenant familière: la rivière des Outaouais, la rivière Kinojévis, le lac Routhier, le lac Rouyn. Les deux prospecteurs entreprennent de jalonner le terrain près du lac Osisko. Les échantillons recueillis au cours de l'été sont presque perdus sur le chemin du retour, alors qu'à leur arrivée à Haileybury par bateau à vapeur, leurs bagages tombent par dessus bord lors du déchargement. Horne tente désespérément de soutirer les sacs d'échantillons au Lac Témiscamingue, réussissant au sixième jour d'efforts,,.
L'analyse d'échantillons de 1921 confirme de bonnes concentrations d'or, mais surtout d'une grande quantité de cuivre, ce qui permet d'attirer davantage de fonds d'un groupe de commerçants de New Liskeard, qui investit un total de 5000$ sous le nom de Tremoy Lake Mining Syndicate. Le financement permet de poursuivre les travaux avant même la fin de l'hiver,. En 1922, les ingénieurs miniers américains Sam C. Thomson et Humphrey W. Chadbourne achètent l'investissement du groupe pour la somme de 320 000$ et fondent la société Noranda pour exploiter le gisement Horne, qui devient l'un des plus importants gisements au Canada. L'exploitation débute en 1924. L'importante fonderie qui entre en opération en 1927 pour traiter le produit du gisement est toujours en opération en 2024, même si le gisement lui-même est épuisé en 1976,,,,.
La découverte de Horne et Miller attire des hordes de prospecteurs le long de la faille de Cadillac. Plus de 13 000 concessions minières y sont établies en 1926, menant à la mise en opération de nombreuses mines dont le produit est d'abord l'or.

## Retour en Nouvelle-Écosse
Horne retourne dans sa ville natale de Enfield en 1927, utilisant les revenus de sa découverte pour faire l'acquisition d'une importante exploitation agricole qu'il développe en défrichant 400 acres de terre rocheuse. Il se marie avec l'américaine Ann Sheib et finance la construction d'une école de même que des résidences pour le personnel enseignant,. Horne décède à Halifax le 15 mars 1953, à l'âge de 88 ans,. Sans descendance, il lègue une partie importante de son patrimoine d'une valeur de 950 000$ à un orphelinat et d'autres institutions de charité.
En 1996, le Temple de la renommée du secteur minier canadien reconnaît sa contribution à l'industrie minière canadienne.